# Tallmadge
Tallmadge est une ville située dans les comtés de Summit et de Portage, dans l’État de l’Ohio. Lors du recensement de 2010, sa population s’élevait à 17 537 habitants. Sa superficie totale est de 36,31 km2.

Panorama de la ville de Tallmadge.

## Source
- (en) Cet article est partiellement ou en totalité issu de l’article de Wikipédia en anglais intitulé « Tallmadge, Ohio » (voir la liste des auteurs).